# 山本幸輝
山本 幸輝（やまもと こうき、1990年10月29日 - ）は、日本の元ラグビーユニオン選手。

## 略歴
滋賀県出身。中学3年生でラグビーを始めた。
2009年、八幡工業高校卒業後、近畿大学に入学する。
2012年、近畿大学ラグビー部の副将に就任した。大学時代、ジュニア・ジャパンに選ばれ、IRBパシフィックラグビーカップ2013に出場。
2013年、近畿大学卒業後、ヤマハ発動機ジュビロ(現・静岡ブルーレヴズ)に加入。同年8月31日に行われたジャパンラグビートップリーグ第1節のクボタスピアーズ戦に先発出場で公式戦初出場を果たす。
2015年12月にはスーパーラグビーの日本チームサンウルブズの2016年スコッドに入った。
2016年11月5日に行われたリポビタンDチャレンジカップ2016アルゼンチン戦にて途中出場で日本代表初キャップを獲得した。
2021年、神戸製鋼コベルコスティーラーズに加入。
2025年6月、コベルコ神戸スティーラーズを退団。併せて現役の引退も発表した。

## 人物
2019年2月の日本代表候補の合宿中、キャプテンのリーチマイケルより日本代表チームソングの制作の依頼を受け、合宿で同部屋だった三上正貴らと協力し、選曲（原曲は故郷へかえりたい）と作詞を行い、チームソング「ビクトリーロード」を作り上げた。